# 靱公園の住宅
靱公園の住宅（うつぼこうえんのじゅうたく）は、建築家安藤忠雄の後期の代表的住宅建築。

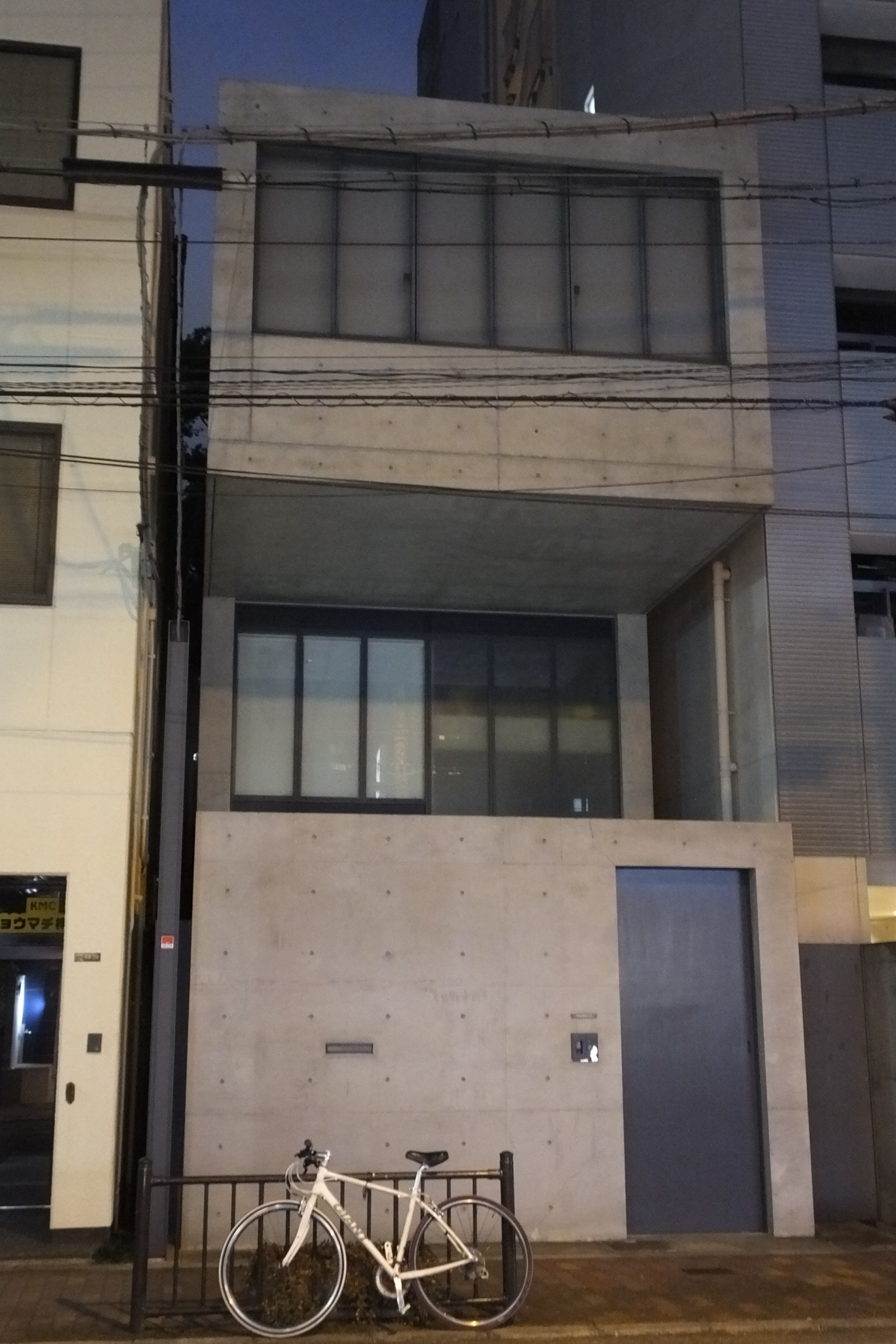
靱公園の住宅（2019年8月）

## 概要
背後に控える緑豊かな京町堀の靱公園の景観を大胆に取り込んだ個人住宅作品。間口4,320mm、奥行26,100mmの南北に延びる細長い敷地に建つ。

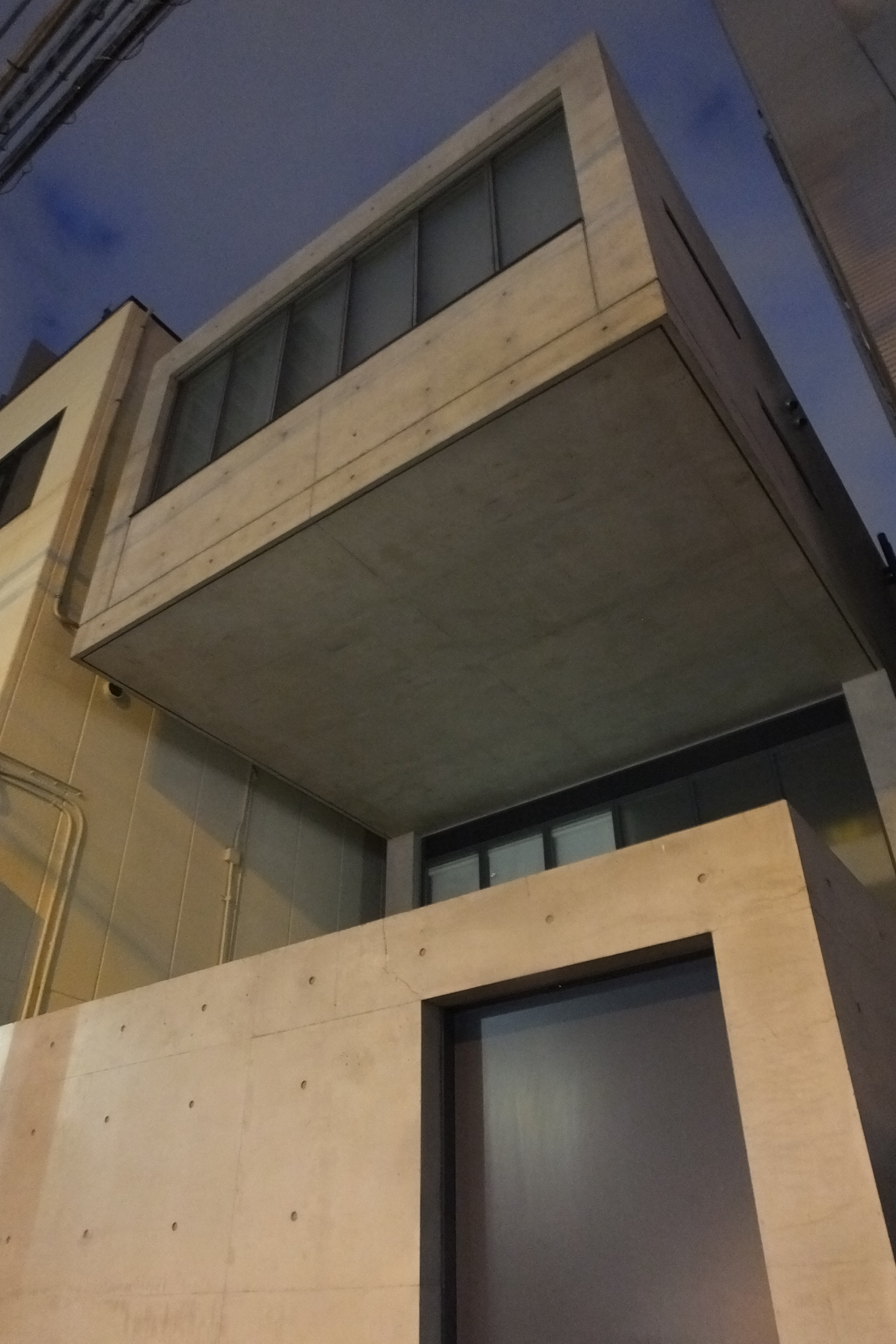
靱公園の住宅（仰視、2019年8月）

プライバシーを確保した構成をとりつつ、南側は大きく開かれ、居間や寝室からは靭公園の木立が見える構成をとる。玄関に入ると直ちにコンクリートの額縁によって切り取られた鮮やかな緑が目に飛び込む。ステンレスで覆われた無機質なキッチン、棚とそれらに馴染むようにグレーに統一された家具。AVケーブルは棚や壁に隠れ見えない。高い大きなガラス窓からは豊かに光が降り注ぐ。テラスは公園へと伸びている。安藤はここで都会にありながら自然を感じる家を企図した。3階ベッドルームには風景に大胆に公園の木を取り込んだため、部屋よりもベランダのほうがはるかに広いという常識はずれなものになっている。コンクリート打ち放し仕上げで、家具や建築の寸法計画はコンクリート型枠の三六板を単位として納められている。
完成時に内覧会が催され、大手住宅会社の若手設計者など建築関係者約50人に住宅内を設計図とともに公開した。
「よい面もあれば悪い面もいっぱいある。快適で美しくて住みやすい家、そこには家が語りかけてくるものはない。私のように語りかけてくるものがあるという家を造ろうとするとみな、反発を食らう。そんな家はいらないと。だから評判は悪かった。いいじゃない、それは。」
安藤自身は、建築中のこの建物内でそう語った。

## 建築データ
- 所在地：大阪府大阪市西区京町堀

- 建物用途：個人住宅

- 敷地面積：142.59㎡

- 建築面積：89.43㎡

- 延床面積：186.08㎡

- 1F:ダイニング、リビング、キッチン

- 2F:調査中

- 3F:寝室

- 竣工:2010年

- 設計：安藤忠雄・安藤忠雄建築研究所

- 施工：まこと建設[1]

## 参考サイト
- 情熱大陸 2010年06月13日放送
- Нет architecture